# Flipnote Studio
Flipnote Studio (うごくメモ帳, Ugoku Memo-chou) (initialement nommé Moving Memo Pad) est une application permettant de réaliser des séquences animées à partir de dessins. Le logiciel est conçu pour la Nintendo DSi et elle est téléchargeable gratuitement à partir du 14 août 2009 grâce au DSiWare. Des flipnotes peuvent être vues sur le site internet Flipnote Hatena jusqu'à sa fermeture le 31 mai 2013.
Une version Nintendo 3DS intitulée Flipnote Studio 3D a vu le jour au Japon en juillet 2013, en Amérique du Nord en février 2015 et en Europe et Australie en mars 2016 en tant que cadeau de bienvenue d'un nouveau programme de fidélité venant remplacer le Club Nintendo nommé My Nintendo.

## Utilisation
Ce studio permet à quelqu'un de créer, à la manière des dessins animés, des séries d'images qui devront ensuite être coordonnées entre elles pour créer une "Flipnote". Peuvent être ajoutés des bruitages, de la musique et des voix, pour créer un univers souvent comique. Ces Flipnotes sont mises à jour dans le temps, et les visiteurs, sur Flipnote Hatena (2008-2013) ou Sudomemo (2014-...) , peuvent voter pour telle ou telle Flipnote à la manière du bouton "J'aime" de Facebook. Parfois même, certaines de ces Flipnotes sont publiées sur YouTube et être ajoutées à divers playlists.
Le crayon est l'outil de base de Flipnote Studio. Il permet de faire les dessins et peut faire des coloriages pleins. Il est également utilisé pour écrire dans les flipnotes. Il existe six types de crayons dans le mode normal et six autres types plus gros dans le mode expert. Il suffit d'appuyer sur le bouton ”L“ (”R“ pour les gauchers) pour les activer. Mais ces outils peuvent être utilisés seulement si les outils experts sont activés. Pour ce faire, aller dans les paramètres ”Flipnote Studio“ et activez-les. D'autres options de ce genre sont disponibles lorsque les outils experts sont activés, tels que l'agrandissement et le rétrécissement de dessins créés.

## Flipnote Hatena
De 2008 à 2013, un service en ligne nommé "Flipnote Hatena" était disponible pour répertorier les Flipnotes des utilisateurs du gratuiciel. 
Les Flipnotes étaient retrouvables selon la chaîne où elles étaient publiées et chaque utilisateur avait un profil où figurait leur place dans le classement, le nombre d'utilisateurs les suivant, le nombre d'étoiles reçues en fonction de la couleur de l'étoile ainsi que le nombre de Flipnote étoilées, le nombre de commentaires publiés...
De ce service est né une communauté et, après la fin de Flipnote Hatena le 31 mai 2013, le service Sudomemo fut créé par Austin Burk afin de compenser le vide qu'a laissé Flipnote Hatena à la communauté.

## Sudomemo
Créé par Austin Burk, sous le pseudonyme "Sudofox" en 2014. Sudomemo est un service indépendant de Nintendo et Hatena permettant à la communauté de retrouver les fonctionnalités que fournissait Flipnote Hatena avant sa fermeture.
Plusieurs différences se font par rapport à Flipnote Hatena:
- L'édition du titre et de la description des Flipnotes sur Nintendo DSi
- On ne peut pas créer sa propre chaîne de Flipnote
- Des forums sont accessibles sur Nintendo DSi et prennent la forme d'espace commentaire
- Les thèmes, habillage des profils utilisateurs sur Nintendo DSi , peuvent être acheté avec des packs
- Le partenariat avec " MusicMatch " permet aux Flipnotes de citer les musiques et chansons qu'elles emploient automatiquement[7]

Le site web est entretenu financièrement grâces aux achats dans la boutique et aux donations sur Patreon.